# Antheopsis malayensis
Antheopsis malayensis is een zeeanemonensoort uit de familie Actiniidae.
Antheopsis malayensis is voor het eerst wetenschappelijk beschreven door England in 1987.